# Неум (община)
Община Неум (босн. и хорв. Opština Neum, серб. Општина Неум) — боснийская община, расположенная в южной части Федерации Боснии и Герцеговины. Административным центром является город Неум.

## Население
По данным переписи населения 1991 года, в общине проживали 4325 человек из 27 населённых пунктов. По оценке на 2009 год, население составляет 4605 человек. Эта община является одной из немногих, в которой был зафиксирован естественный прирост населения после Боснийской войны.